# Слепухин, Юрий Григорьевич
Юрий Григорьевич Слепухин (настоящая фамилия — Кочетков) (1 августа 1926, Шахты — 6 августа 1998, Всеволожск) — советский и российский прозаик, с 1963 года — член Союза писателей СССР, с 1992 года — член Союза писателей Санкт-Петербурга.

## Биография
Детство Слепухина прошло на Северном Кавказе, в городах Пятигорск и Ворошиловск (ныне Ставрополь). После оккупации немецкими войсками Ворошиловска летом 1942 года в ноябре того же года вместе с семьёй был угнан на принудительные работы в Германию. В Германии находился в лагере для восточных рабочих «Шарнхорст» в городе Эссен. С мая 1944 года по март 1945 года батрачил в помещичьей усадьбе в деревне Аппельдорн (округ Клеве, Северный Рейн-Вестфалия). Освобожденный англо-американскими войсками, в начале марта 1945 года был вывезен англичанами в Бельгию для отправки в СССР. Поскольку близкие родственники (сестра и брат матери, муж сестры — чешский коммунист) были репрессированы и находились в заключении, семья Кочетковых, опасаясь репрессий, с помощью русских-эмигрантов первой «волны» сбежала из советского лагеря, в дальнейшем вынуждена была изменить фамилию «Кочетковы» на фамилию «Слепухины» (девичью фамилию бабушки по отцовской линии).
С 1945 по 1947 годы Ю. Г. Слепухин жил в Брюсселе, работая служащим в различных небольших конторах. В Бельгии Слепухин стал членом Национально-Трудового Союза (НТС).
В связи с угоном в Германию Юрий Слепухин не смог завершить среднее образование, в дальнейшем занимался самообразованием, в совершенстве овладел английским, испанским языками, свободно читал на латыни, немецком, французском, польском, украинском языках. Был энциклопедически образован.
В 1947 году уехал вместе с семьёй в Аргентину в качестве «перемещённого лица». 10 лет прожил в Буэнос-Айресе, работая разнорабочим на стройке, автомехаником, монтажником, электриком, дизайнером ювелирных изделий. Активно занимался политической и общественной деятельностью, сотрудничал с эмигрантскими газетами и журналами. Входил в состав руководства Южно-Американского отдела НТС. В 1955 году вышел из состава НТС.
В 1956 году подал документы на возвращение на Родину в советское посольство в Буэнос-Айресе. В 1957 году репатриирован из Аргентины в СССР. Первое время жил в Воронеже. В 1958 году переехал в Ломоносов Ленинградской области, с 1964 года жил во Всеволожске Ленинградской области.  Более 30 лет руководил Литературным объединением (группа прозаиков) Дома ученых в Санкт-Петербурге. В 1996 году незадолго до семидесятилетия был сбит автомобилем, что подорвало его здоровье и привело к безвременной кончине. Похоронен близ Всеволожска на кладбище «Красная Горка».
В память о Слепухине во Всеволожске названы улица и центральная городская библиотека, Литературное объединение Дома ученых в Санкт-Петербурге.

## Творчество
Ю. Г. Слепухин — автор 10 романов, 3 повестей, ряда публицистических статей, очерков. В Аргентине, в 1949 году Слепухин начинает писать свой первый роман «Перекрёсток» — повествование о повседневной жизни, взаимоотношениях 16-17-летних девушек и юношей СССР в предвоенные годы. Там же, в Аргентине, вчерне написан роман «У черты заката», собран материал для документальной повести «Джоанна Аларика» — о событиях 1954 года в Гватемале, сделаны первые наброски романа «Южный крест». Уже тогда главной темой творчества писателя стал анализ нравственной позиции личности, анализ исторических процессов.
Вернувшись на родину, Слепухин полностью посвящает себя литературе. Дебютом стал художественно-публицистический очерк «Серебряная республика без позолоты», опубликованный в воронежском журнале «Подъём» (№ 4, 1957), затем в Ленинграде журнал «Нева» (№ 5, 1958) опубликовал сокращённый вариант «Джоанны Аларики» под заглавием «Расскажи всем».
Особое место в творчестве Слепухина занимает тетралогия о Второй мировой войне — романы «Перекрёсток» (1962), «Тьма в полдень» (1968), «Сладостно и почётно» (1985), «Ничего кроме надежды» (2000, журнальный вариант под названием «Час мужества» опубликован в журнале «Нева» в 1991). В результате роман, начатый автором ещё в эмиграции, вырос в эпопею, включающую глубокий анализ исторических процессов и человеческих судеб в период с 1936 по 1945 годы. Главные герои тетралогии — «поколение сорок первого года». В «Перекрёстке» основное действие разворачивается в СССР в канун 1941 года; в «Тьме в полдень» подробно и обстоятельно показана повседневная жизнь советских граждан в условиях нацистской оккупации, деятельность подполья в одном из украинских городов, обозначается тема «белой эмиграции». В романе «Сладостно и почётно» показаны драматические судьбы советских людей, угнанных в Германию, и всё это на фоне завершающего периода войны и крушения III рейха. В романе дана широкая картина немецкого антинацистского подполья. Подробно описан заговор немецких офицеров предпринявших 20 июля 1944 года попытку покушения на Гитлера. Одна из сюжетных линий посвящена любви угнанной в Германию русской девушки и немецкого офицера.  Роман «Ничего кроме надежды» рассказывает о финальном периоде войны.
Дилогия, состоящая из романов «У черты заката» (1961) и «Ступи за ограду» (1965), написана на аргентинском материале 1946-1955 гг., но посвящена «вечным вопросам» поиска человеком своего места в обществе, противоречиям между творческой личностью и окружающей её средой, политическим  процессам.
В романе «Киммерийское лето» (1978) действуют и дети героев тетралогии. Как полагает культуролог С. Б. Борисов (2015), роман представляет собой редкое, едва ли не уникальное для русской литературы второй половины XX века подробное описание психологической драмы (диалектики души) девочки-девятиклассницы, перед которой внезапно открываются тщательно утаиваемые от неё сведения о давней жизни её внешне благополучных родителей.
«Нервная дрожь овладела ею, едва она очутилась на улице. У неё дрожали руки, дрожали колени. И при этом она чувствовала себя странно спокойной. Она теперь понимала, откуда была эта пустота при мыслях о будущем. Просто его уже не было — будущего»
Этические основания нравственных страданий героини самим автором «культурно» не атрибутированы, но в них можно обнаружить следы и античной, и христианской концепций вины и ответственности за поступки. Одновременно роман представляет собой и энциклопедию жизни позднесоветского периода — даны картины нравов и повседневного быта Москвы, Ленинграда, Урала, Крыма. Время в романе по-пушкински «расчислено по календарю»: в текст хронологически точно вводятся детали общественно-политической жизни, и при желании каждое событие в жизни вымышленных героев можно вписать с точностью до дня или нескольких дней в реальную историю страны конца 1960-х годов. Наконец, и с точки зрения собственно литературной, эстетической роман лишён элементов затянутости, известной политической перенасыщенности, часто присутствующих в других романах автора, стилистически виртуозно построены внутренние драматические монологи юной девушки. Таким образом, полагает С. Б. Борисов, роман «Киммерийское лето» представляет собой вершину творчества Ю. Слепухина.
Главный герой романа «Южный крест» (1981) Михаил Полунин, уйдя добровольцем на фронт в 1941 году, попадает в плен и после побега и участия во французском Сопротивлении оказывается после войны в Аргентине. Занимательность сюжету придаёт история розысков и поимки немецкого военного преступника. Жизнь Полунина в Южной Америке складывается благополучно, но с каждым годом он всё болезненнее ощущает, что человеку нет места на земле, кроме того, где он родился… Роман во многом автобиографичен, достоверно описана послевоенная жизнь русскоязычной колонии в Аргентине.
Повесть «Частный случай» (1987) описывает жизнь молодого писателя Вадима Кротова в условиях цензуры и идеологического давления, характерных для СССР 1970-х - начала 1980-х гг.
В повести «Пантократор» (1991) автор предлагает парадоксальную трактовку мотивации поступков Сталина. Согласно гипотезе Слепухина, к концу 1920-х годов Сталин, разочаровавшись в социализме, пришёл к мысли о необходимости уничтожить партию. Высшее руководство подлежало физическому истреблению, а партаппарат в целом следовало навсегда скомпрометировать  участием в геноциде крестьян, массовом терроре и т.п. Новое истолкование получает в повести и загадка приграничного сражения летом 1941 г., когда было сделано всё, чтобы открыть перед противником путь на Москву, Киев, Ленинград.
В историко-приключенческом романе из эпохи Иоанна Грозного «Государева крестница» (1998) автор вновь обращается к теме государства и личности, безграничной власти и человеческого достоинства, интриг и любви.
Герой незавершённого романа «Не подводя итогов» (2011), выходец из интеллигентной семьи, Николай Болотов, едва окончив гимназию, записывается в Добровольческую армию. Крутой поворот судьбы вынуждает жить его при советской власти под чужим именем. ГУЛАГ, Отечественная война, вынужденная эмиграция — всё это герой вспоминает уже в глубокой старости, пытаясь осмыслить свой непростой жизненный путь. Для романа характерно историко-философское осмысление событий, отсутствие нетерпимости к инакомыслию, стремление объяснить процессы, происходящие в России, с точки зрения их неизбежности.
В своём творчестве Ю. Г. Слепухин следует гуманистическим традициям классической русской литературы, значительное место в его произведениях занимает тема любви и милосердия. Многие события даны через призму личного опыта. Талант писателя проявляется в мастерском построении сюжетов, сохранении традиций русского литературного языка, яркости и глубине образов, тонкости в описании отношений героев, непреходящей актуальности и глубине описываемых нравственных проблем. Его творчество отличает глубокое знание истории, широчайшая эрудиция, философское осмысление явлений, высокая гражданская позиция.

## Награды
- медаль «За трудовое отличие» (22.08.1986)

## Публикации о Ю. Г. Слепухине
1. Почему мы вернулись на Родину. Свидетельства реэмигрантов: сб. [О Ю. Слепухине. С.10]. М.: Прогресс, 1983.
2. Новиков А. От заката — к рассвету: [Предисл.] // Слепухин Ю. У черты заката. Ступи за ограду. Л., 1980.
3. Хватов А. Верность родным началам: [послесловие] // Южный крест: роман. М., 1982.
4. Лавров В. О прошлом и настоящем. Журнальное обозрение // Ленинградская правда. 1985. 28 апр.
5. Солохин Н. Сладостно и почетно. // Невская заря. 1986. 15 янв.
6. Лурье С. О доброте и человечности. // Ленинградская правда. 1986. 21 янв.
7. Скобелев Э. Спасение — в правде; Панкин А. Ответственность; Соломон Норман. Гласность нужна всем: [Отклики на статью Ю. Слепухина «Верим ли мы в реальность угрозы?»] // Век XX и мир. 1987. № 4.
8. Куницын Г. Не вина, а беда: [по поводу статьи Ю.Слепухина «Трагедия народа: вина или беда?» // Советская культура. 1989. 20 июня] // Советская культура. 1989. 7 нояб.;
9. Памяти Юрия Григорьевича Слепухина // Всеволожские вести. 1998. 28 авг.
10. Кралин М. Окончание тетралогии // Питербоок. 2000. № 6.
11. Акимов В. Непрощаемая вина войны. // Санкт-Петербургские ведомости. 2001. 22 июня.
12. Мосейкина М. Н. «Рассеяны, но не расторгнуты»: русская эмиграция в странах Латинской Америки в 1920–1960 гг. [Текст] : монография / М.: РУДН, 2011. С.252, 330.
13. Щеглова Е. П. О писателе Юрии Слепухине. В кн.: Ступи за ограду; Киммерийское лето: [романы] : избранное / Юрий Слепухин. — Санкт-Петербург: Ладога, 2011. С. 5–10.
14. Щеглова Е. П. Послесловие. // в кн.: У черты заката; Южный крест: [романы] : избранное / Юрий Слепухин. — Санкт-Петербург: Ладога, 2011. С. 903–910.
15. Щеглова Е. П. Послесловие. // в кн.: Джоанна Аларика; Государева крестница; Пантократор; Частный случай; Не подводя итогов: [романы] : избранное / Юрий Слепухин. — СПб: Ладога. : Фонд Слепухина, 2011. С. 937–952.
16. Базанов П. Н. Юрий Григорьевич Слепухин и русская эмиграция в Аргентине. // в кн.: У черты заката; Южный крест: [романы] : избранное / Юрий Слепухин. — СПб: Ладога, 2011. С. 5–14.
17. Е. Жукова. Аргентинский период: «Не будем проклинать изгнанье». // Всеволожские вести, 3 августа 2011 г.;
18. Т. Трубачева. Ничего кроме надежды. // Всеволожские вести, 3 августа 2011 г.;
19. А. Мавлютов. Жизнь после жизни. // Всеволожская городская газета, № 26, 5 августа 2011 г.;
20. Е. Щеглова. Остарбайтер. // Литературная газета, № 31, 3–9 августа 2011 г.
21. Юрий Слепухин: XX век. Судьба. Творчество. Сборник статей и материалов. — СПб: Фонд Слепухина: Ладога, 2012. — 560 с. : ил.
22. Е. Щеглова. Остарбайтер. О Юрии Слепухине, человеке и писателе. // в кн. Страсти по Антихристу. Былое и настоящее нашей литературы. – СПб, 2012, с. 561–572.
23. С. М. Некрасов. Предисловие. // в кн.: Юрий Слепухин: XX век. Судьба. Творчество. Сборник статей и материалов. — СПб: Фонд Слепухина: Ладога, 2012, с. 5–7.
24. В. М. Акимов, Е.П. Щеглова. На ветрах времени. Очерк творчества Ю. Г. Слепухина. // в кн.: Юрий Слепухин: XX век. Судьба. Творчество. Сборник статей и материалов. — СПб: Фонд Слепухина: Ладога, 2012, с. 123–251.
25. М.Е. Бабичева. Война и мир ХХ столетия. ТетралогияЮ. Г. Слепухина: романы «Перекрёсток» (1962),«Тьма в полдень» (1968), «Сладостно и почётно» (1985), «Ничего кроме надежды» (2000). // в кн.: Юрий Слепухин: XX век. Судьба. Творчество. Сборник статей и материалов. — СПб: Фонд Слепухина: Ладога, 2012, с. 252–272.
26. М.Е. Бабичева. Судьба остарбайтеров в тетралогии Ю. Слепухина о Второй мировой войне // в кн.: Юрий Слепухин: XX век. Судьба. Творчество. Сборник статей и материалов. — СПб: Фонд Слепухина: Ладога, 2012, с. 272–283.
27. Б. Н. Ковалев. Сравнительный анализ описания нацистской оккупации в годы Великой Отечественной войны 1941–1945 гг. по архивным источникам и по роману Юрия Слепухина «Тьма в полдень» (1968) // в кн.: Юрий Слепухин: XX век. Судьба. Творчество. Сборник статей и материалов. — СПб: Фонд Слепухина: Ладога, 2012, с. 284–300.
28. П. Н. Базанов. Русская эмиграция в жизни и творчестве Ю. Г. Слепухина. // в кн.: Юрий Слепухин: XX век. Судьба. Творчество. Сборник статей и материалов. — СПб: Фонд Слепухина: Ладога, 2012, с. 301–323.
29. Вл. Захаров. Ступить за ограду. // в кн.: Юрий Слепухин: XX век. Судьба. Творчество. Сборник статей и материалов. — СПб: Фонд Слепухина: Ладога, 2012, с. 324–334.
30. Вл. Захаров. Для ума и души. Заметки о прозе Ю. Слепухина. // в кн.: Юрий Слепухин: XX век. Судьба. Творчество. Сборник статей и материалов. — СПб: Фонд Слепухина: Ладога, 2012, с. 334–345.
31. Т. М. Вахитова. Чужой взгляд в женское зазеркалье. Роман Ю. Слепухина «У черты заката». // в кн.: Юрий Слепухин: XX век. Судьба. Творчество. Сборник статей и материалов. — СПб: Фонд Слепухина: Ладога, 2012, с. 346–357.
32. Е. Д. Кукушкина. Основные темы творчества Ю. Г. Слепухина на страницах романа «Государева крестница». // в кн.: Юрий Слепухин: XX век. Судьба. Творчество. Сборник статей и материалов. — СПб: Фонд Слепухина: Ладога, 2012, с. 358–363.
33. М. Ф. Ершов, Д. В. Филипчук. Роман «Южный крест» Юрия Слепухина: В поисках свободы. // в кн.: Юрий Слепухин: XX век. Судьба. Творчество. Сборник статей и материалов. — СПб: Фонд Слепухина: Ладога, 2012, с. 364–370.
34. Е. П. Щеглова. Великая гуманистическая традиция. // в кн.: Юрий Слепухин: XX век. Судьба. Творчество. Сборник статей и материалов. — СПб: Фонд Слепухина: Ладога, 2012, с. 371–378.
35. И. Г. Слепухина. Воспоминания о брате. // в кн.: Юрий Слепухин: XX век. Судьба. Творчество. Сборник статей и материалов. — СПб: Фонд Слепухина: Ладога, 2012, с. 13–86.
36. И. Н. Андрушкевич. Юрий Григорьевич Слепухин в Аргентине. // в кн.: Юрий Слепухин: XX век. Судьба. Творчество. Сборник статей и материалов. — СПб: Фонд Слепухина: Ладога, 2012, с. 87–92.
37. В. И. Слепухин. Родная душа. // в кн.: Юрий Слепухин: XX век. Судьба. Творчество. Сборник статей и материалов. — СПб: Фонд Слепухина: Ладога, 2012, с. 93–97.
38. К. М. Смирнов. Мой друг Юрий Слепухин. // в кн.: Юрий Слепухин: XX век. Судьба. Творчество. Сборник статей и материалов. — СПб: Фонд Слепухина: Ладога, 2012, с. 98–100.
39. М. С. Глинка. Несколько слов о незавершенном романе Юрия Слепухина. // в кн.: Юрий Слепухин: XX век. Судьба. Творчество. Сборник статей и материалов. — СПб: Фонд Слепухина: Ладога, 2012, с. 101–108.
40. Е. О. Мельникова. Преклонение перед талантом. // в кн.: Юрий Слепухин: XX век. Судьба. Творчество. Сборник статей и материалов. — СПб: Фонд Слепухина: Ладога, 2012, с. 109–110.
41. А. Р. Мельникова. Дядя Юра. // в кн.: Юрий Слепухин: XX век. Судьба. Творчество. Сборник статей и материалов. — СПб: Фонд Слепухина: Ладога, 2012, с. 111–112.
42. С. Арро. Знакомый незнакомец. // в кн.: Юрий Слепухин: XX век. Судьба. Творчество. Сборник статей и материалов. — СПб: Фонд Слепухина: Ладога, 2012, с. 113–117.
43. Боярунас И. Мой Слепухин. // в кн.: Юрий Слепухин: XX век. Судьба. Творчество. Сборник статей и материалов. — СПб: Фонд Слепухина: Ладога, 2012, с. 118–120.